# Struna
Struna är ett vattendrag i Belarus. Det ligger i den nordvästra delen av landet, 140 km nordväst om huvudstaden Minsk.
Omgivningarna runt Struna är en mosaik av jordbruksmark och naturlig växtlighet. Runt Struna är det glesbefolkat, med 19 invånare per kvadratkilometer.